# Булан (Во)
Булан (фр. Boulens) — громада  в Швейцарії в кантоні Во, округ Гро-де-Во.

## Географія
Громада розташована на відстані близько 65 км на південний захід від Берна, 18 км на північ від Лозанни.
Булан має площу 3,4 км², з яких на 5% дозволяється будівництво (житлове та будівництво доріг), 61,7% використовуються в сільськогосподарських цілях, 33% зайнято лісами, 0,3% не є продуктивними (річки, льодовики або гори).

## Демографія
2019 року в громаді мешкало 365 осіб (+27,2% порівняно з 2010 роком), іноземців було 7,7%. Густота населення становила 107 осіб/км².
За віковим діапазоном населення розподілялося таким чином: 23,3% — особи молодші 20 років, 60% — особи у віці 20—64 років, 16,7% — особи у віці 65 років та старші. Було 149 помешкань (у середньому 2,4 особи в помешканні).
Із загальної кількості 68 працюючих 12 було зайнятих в первинному секторі, 27 — в обробній промисловості, 29 — в галузі послуг.